# Argentina en la Copa Mundial de Fútbol de 2022
La selección de Argentina fue uno de los 32 equipos participantes en la Copa Mundial de Fútbol de 2022, en la cual se consagró campeón. El torneo se llevó a cabo del 20 de noviembre al 18 de diciembre en Catar.
Fue la decimoctava participación de Argentina, que formó parte del Grupo C, junto a Arabia Saudita, México y Polonia.
Argentina, liderada por Lionel Messi y dirigida por Lionel Scaloni, que llegó a la copa como uno de los principales candidatos a llevarse el trofeo debido a sus buenos resultados, que incluían una racha de más de 35 partidos invictos, la obtención de la Copa América 2021 en Río de Janeiro ante el Brasil de Neymar y la Finalissima ante la Italia campeona de la Eurocopa. Finalmente obtuvo su tercer título mundial tras vencer en la final a la Francia de Kylian Mbappé y Antoine Griezmann por tanda de penales, tras igualar en tres goles.

## Clasificación

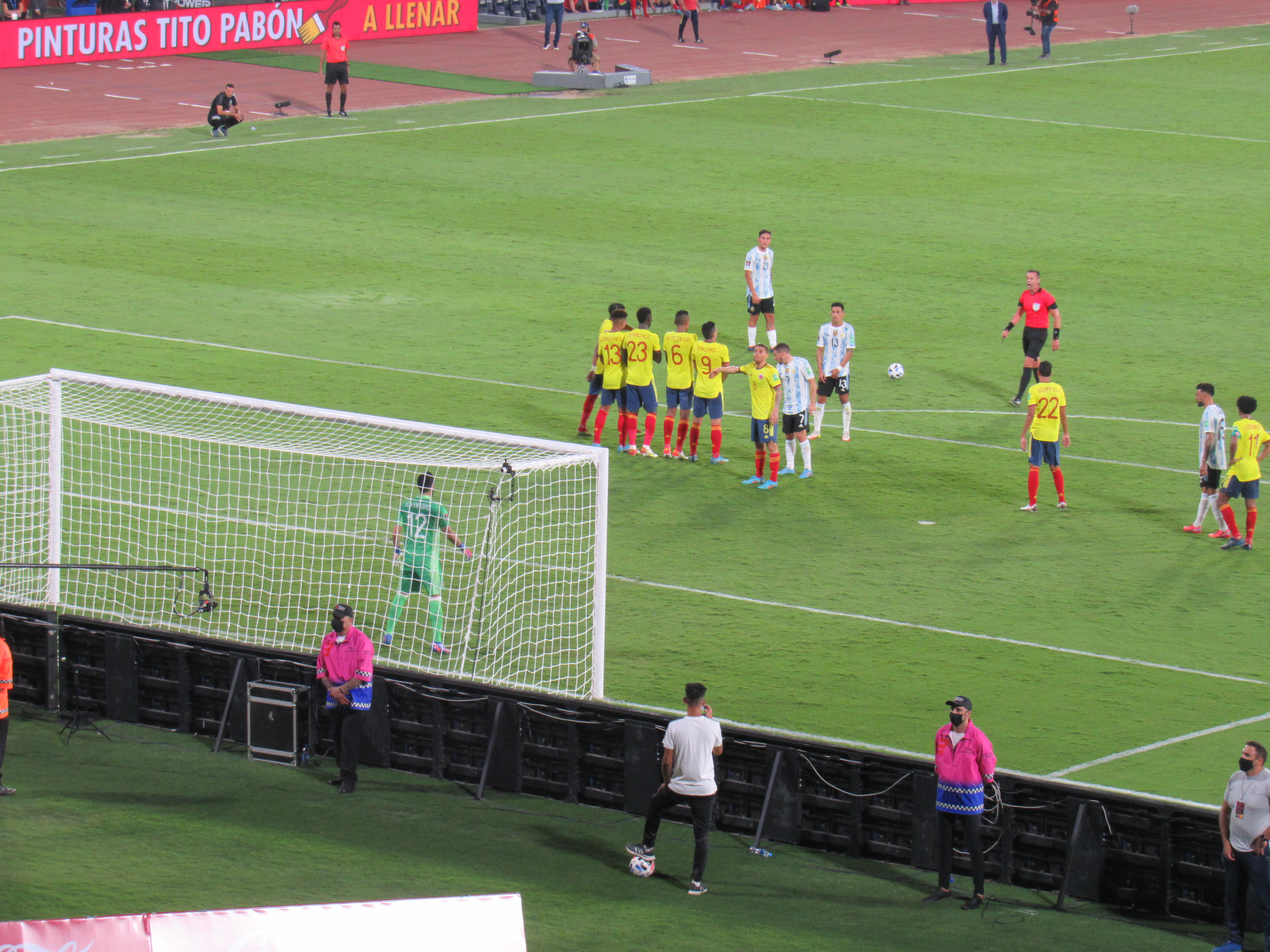
Partido entre Argentina y Colombia en Córdoba, por la decimosexta fecha.

La selección argentina se clasificó el 16 de noviembre de 2021 a su decimoctava Copa del Mundo, tras empatar ante su similar de Brasil sin goles en la ciudad de San Juan. Se clasificó con tan solo 13 partidos jugados, siendo su clasificación más temprana a la Copa del Mundo desde que se disputa la eliminatoria en el formato de todos contra todos.

### Resultados finales

#### Tabla de resultados
| Pos. | Selección | Pts | PJ | PG | PE | PP | GF | GC | Dif. |
| ---- | --------- | --- | -- | -- | -- | -- | -- | -- | ---- |
| 1.   | Brasil    | 45  | 17 | 14 | 3  | 0  | 40 | 5  | 35   |
| 2.   | Argentina | 39  | 17 | 11 | 6  | 0  | 27 | 8  | 19   |
| 3.   | Uruguay   | 28  | 18 | 8  | 4  | 6  | 22 | 22 | 0    |
| 4.   | Ecuador   | 26  | 18 | 7  | 5  | 6  | 27 | 19 | 8    |
| 5.   | Perú      | 24  | 18 | 7  | 3  | 8  | 19 | 22 | −3   |
| 6.   | Colombia  | 23  | 18 | 5  | 8  | 5  | 20 | 19 | 1    |
| 7.   | Chile     | 19  | 18 | 5  | 4  | 9  | 19 | 26 | −7   |
| 8.   | Paraguay  | 16  | 18 | 3  | 7  | 8  | 12 | 26 | −14  |
| 9.   | Bolivia   | 15  | 18 | 4  | 3  | 11 | 23 | 42 | −19  |
| 10.  | Venezuela | 10  | 18 | 3  | 1  | 14 | 14 | 34 | −20  |

#### Partidos
| Fecha                   | Lugar               | Jornada |           | Resultado  |           |
| ----------------------- | ------------------- | ------- | --------- | ---------- | --------- |
| 8 de octubre de 2020    | Buenos Aires        | 1       | Argentina | 1:0 (1:0)  | Ecuador   |
| 13 de octubre de 2020   | La Paz              | 2       | Bolivia   | 1:2 (1:1)  | Argentina |
| 12 de noviembre de 2020 | Buenos Aires        | 3       | Argentina | 1:1 (1:1)  | Paraguay  |
| 17 de noviembre de 2020 | Lima                | 4       | Perú      | 0:2 (0:2)  | Argentina |
| 3 de junio de 2021      | Santiago del Estero | 7       | Argentina | 1:1 (1:1)  | Chile     |
| 8 de junio de 2021      | Barranquilla        | 8       | Colombia  | 2:2 (0:2)  | Argentina |
| 2 de septiembre de 2021 | Caracas             | 9       | Venezuela | 1:3 (0:1)  | Argentina |
| 5 de septiembre de 2021 | São Paulo           | 6       | Brasil    | Suspendido | Argentina |
| 9 de septiembre de 2021 | Buenos Aires        | 10      | Argentina | 3:0 (1:0)  | Bolivia   |
| 7 de octubre de 2021    | Asunción            | 11      | Paraguay  | 0:0        | Argentina |
| 10 de octubre de 2021   | Buenos Aires        | 5       | Argentina | 3:0 (2:0)  | Uruguay   |
| 14 de octubre de 2021   | Buenos Aires        | 12      | Argentina | 1:0 (1:0)  | Perú      |
| 12 de noviembre de 2021 | Montevideo          | 13      | Uruguay   | 0:1 (0:1)  | Argentina |
| 16 de noviembre de 2021 | San Juan            | 14      | Argentina | 0:0        | Brasil    |
| 27 de enero de 2022     | Calama              | 15      | Chile     | 1:2 (1:2)  | Argentina |
| 1 de febrero de 2022    | Córdoba             | 16      | Argentina | 1:0 (1:0)  | Colombia  |
| 25 de marzo de 2022     | Buenos Aires        | 17      | Argentina | 3:0 (1:0)  | Venezuela |
| 29 de marzo de 2022     | Guayaquil           | 18      | Ecuador   | 1:1 (0:1)  | Argentina |

#### Goleadores
| #     | Jugador          | Anotado | PJ | Prom. | Jugada | Cabeza | Tiro libre | Penal |
| ----- | ---------------- | ------- | -- | ----- | ------ | ------ | ---------- | ----- |
| 1     | Lautaro Martínez | 7       | 14 | 0.5   | 6      | 1      | 0          | 0     |
|       | Lionel Messi     | 7       | 15 | 0.47  | 5      | 0      | 0          | 2     |
| 2     | Nicolás González | 3       | 11 | 0.27  | 2      | 1      | 0          | 0     |
|       | Ángel Di María   | 3       | 13 | 0.23  | 3      | 0      | 0          | 0     |
| 3     | Joaquín Correa   | 2       | 9  | 0.22  | 2      | 0      | 0          | 0     |
| 4     | Julián Álvarez   | 1       | 6  | 0.17  | 1      | 0      | 0          | 0     |
|       | Ángel Correa     | 1       | 7  | 0.14  | 1      | 0      | 0          | 0     |
|       | Cristian Romero  | 1       | 7  | 0.14  | 0      | 1      | 0          | 0     |
|       | Leandro Paredes  | 1       | 14 | 0.07  | 1      | 0      | 0          | 0     |
|       | Rodrigo de Paul  | 1       | 16 | 0.06  | 1      | 0      | 0          | 0     |
|       | En propia puerta | 0       | 16 | 0     | 0      | 0      | 0          | 0     |
| Total | Total            | 27      | 17 | 1.59  | 22     | 3      | 0          | 2     |

## Preparación

### Partidos previos

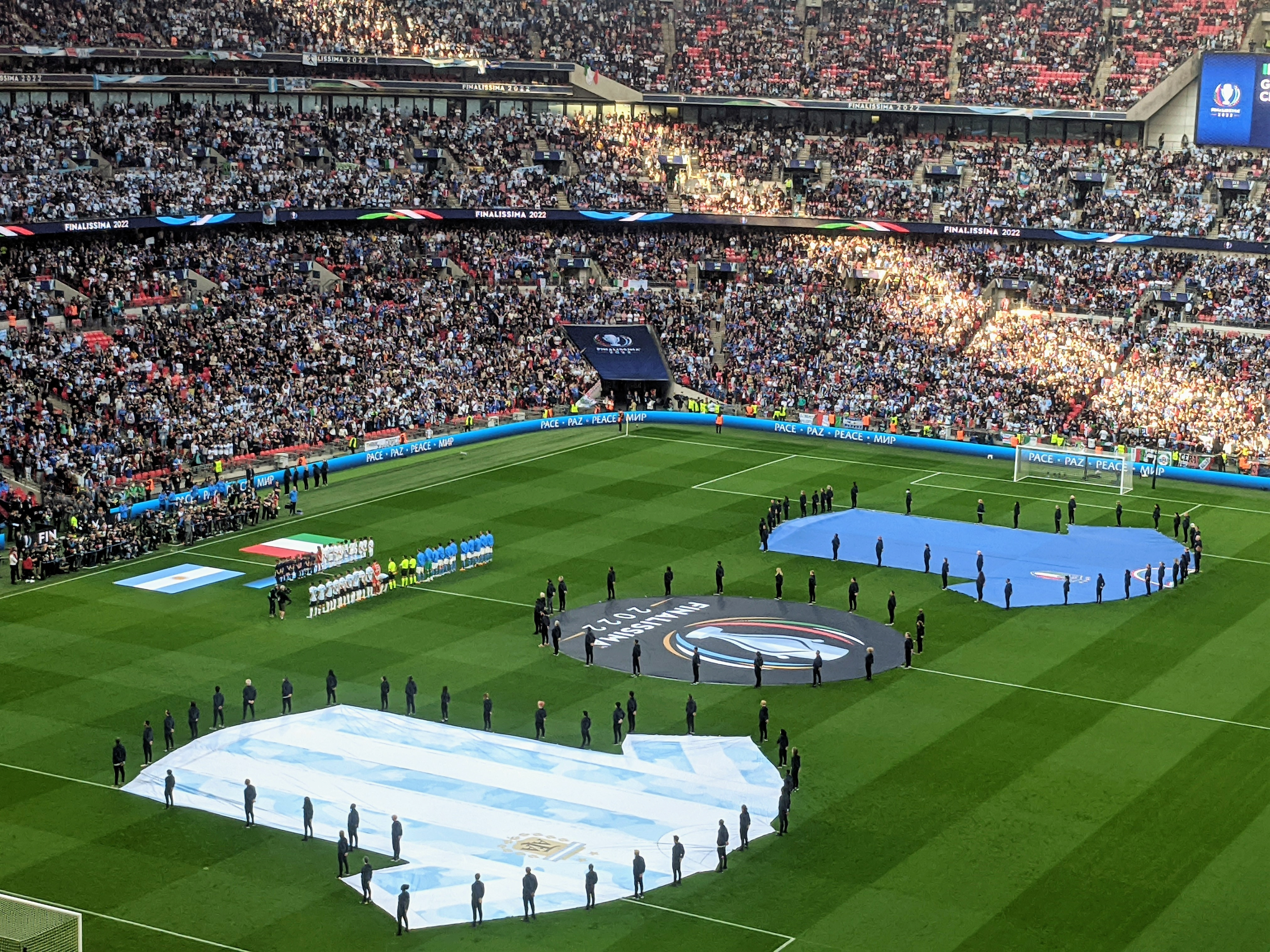
Ceremonia inaugural del partido ante Italia.

Tras la finalización de las eliminatorias y del sorteo de la fase de grupos, La Albiceleste disputó cinco partidos, siendo el primero en el Estadio de Wembley, por la Finalissima, ante su similar de Italia, campeón de la Eurocopa 2020. El encuentro finalizaría con un contundente resultado de 3 a 0 a favor del conjunto argentino, tras la brillante actuación de Lionel Messi, Ángel Di María y Lautaro Martínez. Días después de la victoria ante Italia, Argentina disputó un partido amistoso ante la selección de Estonia en Pamplona. Con una categórica actuación de Lionel Messi, quien convirtió todos los goles del partido, Argentina aplastó al equipo báltico con un resultado de 5 a 0.
En el mes de octubre, el seleccionado argentino realizó un viaje a Miami, con el fin de enfrentar a Honduras en un encuentro amistoso. El partido finalizó 3 a 0, tras dos goles de Lionel Messi y uno de Lautaro Martínez. En el segundo tiempo del partido se produjo el debut de Enzo Fernández en la selección nacional, ingresando tras la salida de Leandro Paredes. Luego de vencer a Honduras, el combinado argentino se trasladaría hasta el estado de Nueva Jersey, para enfrentar al equipo nacional de Jamaica. El partido culminaría con victoria argentina por tres goles a cero. Uno de Julián Álvarez y dos de Lionel Messi, que ingresó en el segundo tiempo.
Seis días antes del debut argentino en Catar, Argentina se hospedó en la cercana nación de los Emiratos Árabes Unidos, jugando un partido amistoso contra la selección local. Con goles de Julián Álvarez, Lionel Messi, Joaquín Correa y dos de Ángel Di María, Argentina vencería a los locales por 5 a 0.
Datos correspondientes al periodo entre la finalización de las eliminatorias y el inicio de la Copa Mundial de Fútbol de 2022
| Fecha                    | Lugar    | Competición |           |                                   | Resultado |                      |           |
| ------------------------ | -------- | ----------- | --------- | --------------------------------- | --------- | -------------------- | --------- |
| 1 de junio de 2022       | Londres  | Finalissima | Italia    | Bandera de Italia                 | 0:3 (0:2) | Bandera de Argentina | Argentina |
| 5 de junio de 2022       | Pamplona | Amistoso    | Argentina | Bandera de Argentina              | 5:0 (2:0) | Bandera de Estonia   | Estonia   |
| 23 de septiembre de 2022 | Miami    | Amistoso    | Argentina | Bandera de Argentina              | 3:0 (2:0) | Bandera de Honduras  | Honduras  |
| 27 de septiembre de 2022 | Harrison | Amistoso    | Jamaica   | Bandera de Jamaica                | 0:3 (0:1) | Bandera de Argentina | Argentina |
| 16 de noviembre de 2022  | Abu Dabi | Amistoso    | E. A. U.  | Bandera de Emiratos Árabes Unidos | 0:5 (0:4) | Bandera de Argentina | Argentina |

#### Argentina vs. Italia
| 1 de junio de 2022 | Italia | 0:3 (0:2) | Argentina                                       | Estadio de Wembley, Londres                                                        |                                                                                    |
| 19:45 (UTC+1)      |        | Reporte   | L. Martínez 28' · Di María 45+1' · Dybala 90+4' | Asistencia: 87 112 espectadores Árbitro(s): Piero Maza VAR: Alejandro H. Hernández | Asistencia: 87 112 espectadores Árbitro(s): Piero Maza VAR: Alejandro H. Hernández |

| Uniformes | Uniformes |
| --------- | --------- |
|           |           |

#### Argentina vs. Estonia
| 5 de junio de 2022 | Argentina                           | 5:0 (2:0) | Estonia | Estadio El Sadar, Pamplona                               |                                                          |
| 19:00 (UTC+2)      | Messi 8' (pen.), 45', 47', 71', 76' | Reporte   |         | Asistencia: 18 332 espectadores Árbitro(s): Urs Schnyder | Asistencia: 18 332 espectadores Árbitro(s): Urs Schnyder |

| Uniformes | Uniformes |
| --------- | --------- |
|           |           |

#### Argentina vs. Honduras
| 23 de septiembre de 2022 | Argentina                                  | 3:0 (2:0) | Honduras | Estadio Hard Rock, Miami, Florida                          |                                                            |
| 20:00 (UTC-4)            | La. Martínez 16' · Messi 45+2' (pen.), 69' | Reporte   |          | Asistencia: 64 420 espectadores Árbitro(s): Rubiel Vázquez | Asistencia: 64 420 espectadores Árbitro(s): Rubiel Vázquez |

| Uniformes | Uniformes |
| --------- | --------- |
|           |           |

#### Jamaica vs. Argentina
| 27 de septiembre de 2022 | Jamaica | 0:3 (0:1) | Argentina                    | Red Bull Arena, Harrison, Nueva Jersey                  |                                                         |
| 20:00 (UTC-4)            |         | Reporte   | Álvarez 13' · Messi 86', 89' | Asistencia: 25 189 espectadores Árbitro(s): Marco Ortíz | Asistencia: 25 189 espectadores Árbitro(s): Marco Ortíz |

| Uniformes | Uniformes |
| --------- | --------- |
|           |           |

#### Emiratos Árabes Unidos vs. Argentina
| 16 de noviembre de 2022 | Emiratos Árabes Unidos | 0:5 (0:4) | Argentina                                                | Estadio Mohammed bin Zayed, Abu Dabi                            |                                                                 |
| 19:30 (UTC+4)           |                        | Reporte   | Álvarez 17' · Di María 25', 36' · Messi 44' · Correa 60' | Asistencia: 30 000 espectadores Árbitro(s): Ibrahim Nour El-Din | Asistencia: 30 000 espectadores Árbitro(s): Ibrahim Nour El-Din |

| Uniformes | Uniformes |
| --------- | --------- |
|           |           |

### Campamento base

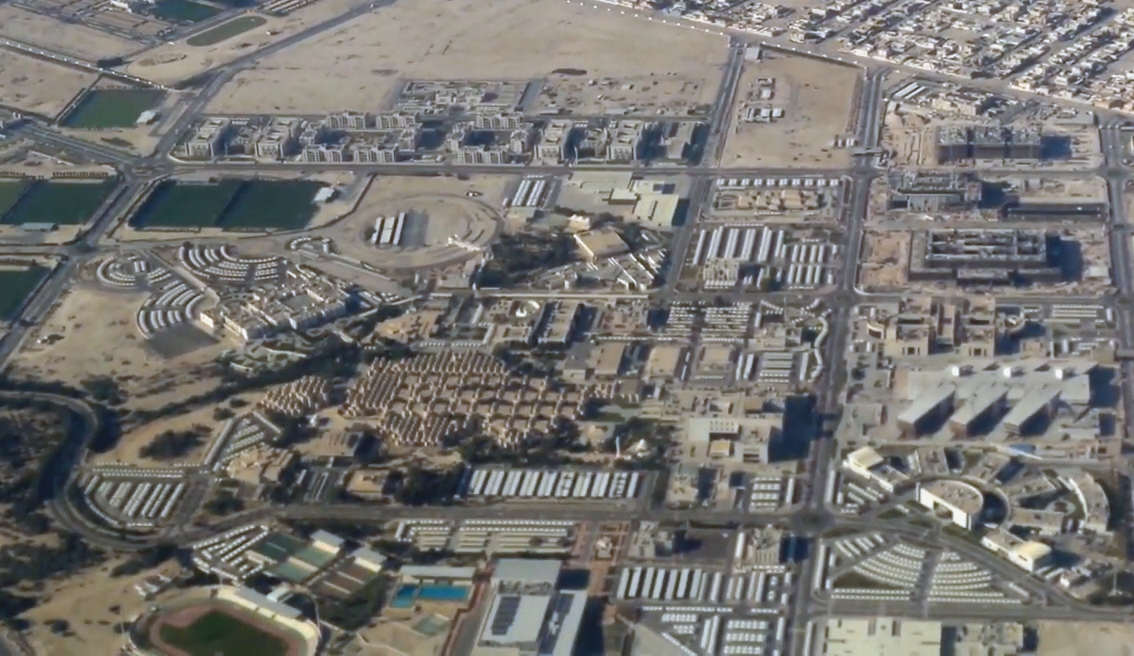
Vista aérea del campus de la Universidad Nacional de Catar.

A principios del mes de abril de 2022, la Asociación del Fútbol Argentino acordó con la Universidad Nacional de Catar, la utilización de su campus como alojamiento y centro de entrenamiento del seleccionado argentino, debido a sus generosas dimensiones. Tras el acuerdo, Claudio Tapia y Lionel Scaloni recorrieron el complejo.
El predio universitario posee 25 000 m², tres complejos deportivos con treinta canchas adaptables para distintas disciplinas y un gimnasio cubierto de primer nivel, así como un estadio con capacidad para 10 000 espectadores. El equipo se acomodó en el ala de varones, una torre con casi 90 habitaciones, comedor, gimnasio y salas adaptables para áres médicas, utilería y oficinas administrativas. El centro de entrenamiento fue compartido con las selecciones nacionales de España y Países Bajos.
El campus de la Universidad, que ya había sido utilizado por el Liverpool Football Club durante la Copa Mundial de Clubes de la FIFA de 2019, está localizado lejos de la zona céntrica de la capital catarí, además de encontrarse cercano al estadio Icónico de Lusail.

### Cobertura del torneo en Argentina

#### Televisión
| Canal              | Tipo de canal              | Partidos transmitidos                                                     | Relator en partidos de Argentina |
| ------------------ | -------------------------- | ------------------------------------------------------------------------- | -------------------------------- |
| Televisión Pública | Señal abierta              | 32 partidos en vivo más todos los de Argentina (32 restantes en diferido) | Pablo Giralt                     |
| DeporTV            | Señal abierta              | 29 partidos en vivo (partidos de Argentina y restantes en diferido)       | Pablo Giralt                     |
| TyC Sports         | Televisión por suscripción | 32 partidos en vivo más todos los de Argentina (32 restantes en diferido) | Rodolfo de Paoli                 |
| DSports            | Televisión por suscripción | Todos los partidos en vivo                                                | Gustavo Kuffner                  |

#### Radio
| Radio          | Partidos en vivo           | Relator en partidos de Argentina      |
| -------------- | -------------------------- | ------------------------------------- |
| Radio La Red   | Todos los partidos en vivo | Leonardo Gentili                      |
| Radio Nacional | Todos los partidos en vivo | Víctor Hugo Morales                   |
| DSports Radio  | Todos los partidos en vivo | Sebastián Vignolo                     |
| Cadena 3       | Todos los partidos en vivo | Gustavo Vergara Carlos Andrés Houriet |

## Uniforme

### Oficial
| Opción 1 | Opción 2 | Opción 3 | Opción 4 |

### Alternativo
| Opción 1 | Opción 2 | Opción 3 | Opción 4 |

### Portero
| Opción 1 | Opción 2 | Opción 3 |

### Entrenamiento
|  |

### Cuerpo técnico
|  |

## Plantel

### Lista preliminar
El 7 de noviembre, Lionel Scaloni anunció la lista preliminar de 32 jugadores, de los cuales seis serían descartados para así formar la lista final. Los futbolistas descartados fueron los siguientes:
| N.º |                                         | Nombre           | Posición       | Edad    | PJ | G | Equipo             |
| --- | --------------------------------------- | ---------------- | -------------- | ------- | -- | - | ------------------ |
| -   | Bandera de la Provincia de Buenos Aires | Juan Musso       | Guardameta     | 28 años | 2  | 0 | Atalanta           |
| -   | Bandera de la Provincia de Buenos Aires | Facundo Medina   | Defensa        | 23 años | 2  | 0 | Lens               |
| -   | Bandera de la Provincia de Buenos Aires | Nehuén Pérez     | Defensa        | 22 años | 1  | 0 | Udinese            |
| -   | Bandera de la Provincia de Santa Fe     | Giovani Lo Celso | Centrocampista | 26 años | 41 | 2 | Villarreal         |
| -   | Bandera de la Provincia de Santa Fe     | Ángel Correa     | Delantero      | 27 años | 22 | 3 | Atlético de Madrid |
| -   | Bandera de la Provincia de Buenos Aires | Nicolás González | Delantero      | 24 años | 21 | 3 | Fiorentina         |
| -   | Bandera de la Provincia de Tucumán      | Joaquín Correa   | Delantero      | 28 años | 19 | 3 | Internazionale     |
| -   | Bandera de la Provincia de Buenos Aires | Thiago Almada    | Delantero      | 21 años | 1  | 0 | Atlanta United     |

### Lista final
La nómina definitiva de 26 jugadores para asistir al torneo se anunció el 11 de noviembre. El 17 de noviembre la lista fue modificada, debido a las lesiones de Nicolás González y Joaquín Correa, que fueron reemplazados por Ángel Correa y Thiago Almada, respectivamente.
Datos correspondientes al día de inicio del torneo
| N.º |                                         | Nombre              | Posición       | Edad    | PJ  | G  | Equipo                 | Equipo de debut         |
| --- | --------------------------------------- | ------------------- | -------------- | ------- | --- | -- | ---------------------- | ----------------------- |
| 1   | Bandera de la Provincia de Santa Fe     | Franco Armani       | Guardameta     | 36 años | 18  | 0  | River Plate            | Ferro Carril Oeste      |
| 12  | Bandera de la Provincia de Buenos Aires | Gerónimo Rulli      | Guardameta     | 30 años | 4   | 0  | Villarreal             | Estudiantes de La Plata |
| 23  | Bandera de la Provincia de Buenos Aires | Emiliano Martínez   | Guardameta     | 30 años | 19  | 0  | Aston Villa            | Oxford United           |
| 2   | Bandera de la Provincia de Buenos Aires | Juan Foyth          | Defensa        | 24 años | 16  | 0  | Villarreal             | Estudiantes de La Plata |
| 3   | Bandera de la Provincia de Buenos Aires | Nicolás Tagliafico  | Defensa        | 30 años | 42  | 0  | Olympique Lyonnais     | Banfield                |
| 4   | Bandera de la Provincia de Buenos Aires | Gonzalo Montiel     | Defensa        | 25 años | 18  | 0  | Sevilla                | River Plate             |
| 6   | Bandera de la Provincia de Buenos Aires | Germán Pezzella     | Defensa        | 31 años | 32  | 2  | Real Betis             | River Plate             |
| 8   | Bandera de la Provincia del Neuquén     | Marcos Acuña        | Defensa        | 31 años | 43  | 0  | Sevilla                | Ferro Carril Oeste      |
| 13  | Bandera de la Provincia de Córdoba      | Cristian Romero     | Defensa        | 24 años | 12  | 1  | Tottenham Hotspur      | Belgrano                |
| 19  | Bandera de la Ciudad de Buenos Aires    | Nicolás Otamendi    | Defensa        | 34 años | 93  | 4  | S. L. Benfica          | Vélez Sarsfield         |
| 25  | Bandera de la Provincia de Entre Ríos   | Lisandro Martínez   | Defensa        | 24 años | 10  | 0  | Manchester United      | Newell's Old Boys       |
| 26  | Bandera de la Provincia de Córdoba      | Nahuel Molina       | Defensa        | 24 años | 20  | 0  | Atlético de Madrid     | Boca Juniors            |
| 5   | Bandera de la Provincia de Buenos Aires | Leandro Paredes     | Centrocampista | 28 años | 46  | 4  | Juventus               | Boca Juniors            |
| 7   | Bandera de la Provincia de Buenos Aires | Rodrigo de Paul     | Centrocampista | 28 años | 44  | 2  | Atlético de Madrid     | Racing Club             |
| 14  | Bandera de la Provincia de Tucumán      | Exequiel Palacios   | Centrocampista | 24 años | 20  | 0  | Bayer Leverkusen       | River Plate             |
| 17  | Bandera de la Ciudad de Buenos Aires    | Alejandro Gómez     | Centrocampista | 34 años | 15  | 3  | Sevilla                | Arsenal                 |
| 18  | Bandera de la Provincia de Buenos Aires | Guido Rodríguez     | Centrocampista | 28 años | 26  | 1  | Real Betis             | River Plate             |
| 20  | Bandera de la Provincia de La Pampa     | Alexis Mac Allister | Centrocampista | 23 años | 8   | 0  | Brighton & Hove Albion | Argentinos Juniors      |
| 24  | Bandera de la Provincia de Buenos Aires | Enzo Fernández      | Centrocampista | 21 años | 3   | 0  | S. L. Benfica          | River Plate             |
| 9   | Bandera de la Provincia de Córdoba      | Julián Álvarez      | Delantero      | 22 años | 12  | 3  | Manchester City        | River Plate             |
| 10  | Bandera de la Provincia de Santa Fe     | Lionel Messi        | Delantero      | 35 años | 165 | 91 | Paris Saint-Germain    | Barcelona               |
| 11  | Bandera de la Provincia de Santa Fe     | Ángel Di María      | Delantero      | 34 años | 124 | 27 | Juventus               | Rosario Central         |
| 15  | Bandera de la Provincia de Santa Fe     | Ángel Correa        | Delantero      | 27 años | 22  | 3  | Atlético de Madrid     | San Lorenzo             |
| 16  | Bandera de la Provincia de Buenos Aires | Thiago Almada       | Delantero      | 21 años | 1   | 0  | Atlanta United         | Vélez Sarsfield         |
| 21  | Bandera de la Provincia de Córdoba      | Paulo Dybala        | Delantero      | 29 años | 34  | 3  | A. S. Roma             | Instituto               |
| 22  | Bandera de la Provincia de Buenos Aires | Lautaro Martínez    | Delantero      | 25 años | 40  | 21 | Internazionale         | Racing Club             |
|     | Bandera de la Provincia de Santa Fe     | Lionel Scaloni      | Entrenador     | 44 años |     |    |                        |                         |

#### Jugadores por liga
| Liga             | Jugadores aportados |
| ---------------- | ------------------- |
| LaLiga           | 10                  |
| Premier League   | 5                   |
| Serie A          | 4                   |
| Ligue 1          | 2                   |
| Primeira Liga    | 2                   |
| Bundesliga       | 1                   |
| Liga Profesional | 1                   |
| MLS              | 1                   |

#### Jugadores por provincia
| Provincia                       | Jugadores aportados |
| ------------------------------- | ------------------- |
| Buenos Aires                    | 12                  |
| Córdoba                         | 4                   |
| Santa Fe                        | 4                   |
| Ciudad Autónoma de Buenos Aires | 2                   |
| Entre Ríos                      | 1                   |
| La Pampa                        | 1                   |
| Neuquén                         | 1                   |
| Tucumán                         | 1                   |

### Cuerpo técnico
| · Cuerpo técnico        | · Cuerpo técnico                        |
| ----------------------- | --------------------------------------- |
| Entrenador:             | Lionel Scaloni                          |
| Asistentes:             | Walter Samuel Roberto Ayala Pablo Aimar |
| Preparadores físicos:   | Luis Martín Rodrigo Barrios             |
| Entrenador de porteros: | Martín Tocalli                          |
| Médico:                 | Daniel Martínez                         |
| Videoanalista:          | Matías Manna                            |
| Kinesiólogo:            | Luis García                             |

## Participación
- Los horarios son correspondientes a la hora local catarí (UTC+3).

### Partidos
| Fecha           | Lugar  | Instancia        |              |                             | Resultado               |                           |            |
| --------------- | ------ | ---------------- | ------------ | --------------------------- | ----------------------- | ------------------------- | ---------- |
| 22 de noviembre | Lusail | Fase de grupos   | Argentina    | Bandera de Argentina        | 1:2 (1:0)               | Bandera de Arabia Saudita | A. Saudita |
| 26 de noviembre | Lusail | Fase de grupos   | Argentina    | Bandera de Argentina        | 2:0 (0:0)               | Bandera de México         | México     |
| 30 de noviembre | Doha   | Fase de grupos   | Polonia      | Bandera de Polonia          | 0:2 (0:0)               | Bandera de Argentina      | Argentina  |
| 3 de diciembre  | Rayán  | Octavos de final | Argentina    | Bandera de Argentina        | 2:1 (1:0)               | Bandera de Australia      | Australia  |
| 9 de diciembre  | Lusail | Cuartos de final | Países Bajos | Bandera de los Países Bajos | 2:2 (2:2, 0:1) (3:4 p.) | Bandera de Argentina      | Argentina  |
| 13 de diciembre | Lusail | Semifinal        | Argentina    | Bandera de Argentina        | 3:0 (2:0)               | Bandera de Croacia        | Croacia    |
| 18 de diciembre | Lusail | Final            | Argentina    | Bandera de Argentina        | 3:3 (2:2, 2:0) (4:2 p.) | Bandera de Francia        | Francia    |

### Fase de grupos - Grupo C
El sorteo de grupos realizado en marzo de 2022 ubicó a Argentina en el grupo C, junto a la selección de México, que a pesar de haber demostrado un nivel bastante irregular en las clasificatorias mundialistas logró hacerse con el segundo puesto de su zona detrás de Canadá. La selección de Polonia, clasificada tras vencer a Suecia en el repechaje europeo y Arabia Saudita, que se clasificó primera en su zona de clasificación, superando a Japón y Australia.
Tras finalizar todos los partidos, Argentina y Polonia avanzaron a los octavos de final, mientras que México y Arabia Saudita terminaron siendo eliminados.
| Selección      | Pts | PJ | PG | PE | PP | GF | GC | Dif |
| -------------- | --- | -- | -- | -- | -- | -- | -- | --- |
| Argentina      | 6   | 3  | 2  | 0  | 1  | 5  | 2  | 3   |
| Polonia        | 4   | 3  | 1  | 1  | 1  | 2  | 2  | 0   |
| México         | 4   | 3  | 1  | 1  | 1  | 2  | 3  | −1  |
| Arabia Saudita | 3   | 3  | 1  | 0  | 2  | 3  | 5  | −2  |

|  | Clasificados a los octavos de final. |

#### Argentina vs. Arabia Saudita
| 22 de noviembre, 13:00 | Argentina        | 1:2 (1:0) | Arabia Saudita                    | Estadio Icónico, Lusail                                                       |                                                                               |
|                        | Messi 10' (pen.) | Reporte   | Al-Shehri 48' · S. Al-Dawsari 53' | Asistencia: 88 012 espectadores Árbitro(s): Slavko Vinčić VAR: Pol van Boekel | Asistencia: 88 012 espectadores Árbitro(s): Slavko Vinčić VAR: Pol van Boekel |

| 23         | Guardameta     | Emiliano Martínez  |     |
| 3          | Defensa        | Nicolás Tagliafico | 71' |
| 13         | Defensa        | Cristian Romero    | 59' |
| 19         | Defensa        | Nicolás Otamendi   |     |
| 26         | Defensa        | Nahuel Molina      |     |
| 5          | Centrocampista | Leandro Paredes    | 59' |
| 7          | Centrocampista | Rodrigo de Paul    |     |
| 11         | Centrocampista | Ángel Di María     |     |
| 17         | Centrocampista | Alejandro Gómez    | 59' |
| 10         | Delantero      | Lionel Messi       |     |
| 22         | Delantero      | Lautaro Martínez   |     |
| Entrenador | Entrenador     | Lionel Scaloni     |     |

| 21         | Guardameta     | Mohammed Al-Owais   |       |
| 5          | Defensa        | Ali Al-Bulaihi      |       |
| 12         | Defensa        | Saud Abdulhamid     |       |
| 13         | Defensa        | Yasir Al-Shahrani   | 90+9' |
| 17         | Defensa        | Hassan Tambakti     |       |
| 7          | Centrocampista | Salman Al-Faraj     | 45+4' |
| 8          | Centrocampista | Abdulellah Al-Malki |       |
| 23         | Centrocampista | Mohamed Kanno       |       |
| 9          | Delantero      | Firas Al-Buraikan   | 89'   |
| 10         | Delantero      | Salem Al-Dawsari    |       |
| 11         | Delantero      | Saleh Al-Shehri     | 78'   |
| Entrenador | Entrenador     | Hervé Renard        |       |

| 25 | Defensa        | Lisandro Martínez | 59' |
| 9  | Delantero      | Julián Álvarez    | 59' |
| 24 | Centrocampista | Enzo Fernández    | 59' |
| 8  | Defensa        | Marcos Acuña      | 71' |

| 18 | Centrocampista | Nawaf Al Abed     | 45+4' 89' |
| 2  | Defensa        | Sultan Al-Ghanam  | 78'       |
| 4  | Defensa        | Abdulelah Al-Amri | 89'       |
| 25 | Delantero      | Haitham Asiri     | 89'       |
| 6  | Defensa        | Mohammed Al-Breik | 90+9'     |

| Anotado · Penal | 10' | Lionel Messi | 1:0 |

| Anotado | 48' | Saleh Al-Shehri  | 1:1 |
| Anotado | 53' | Salem Al-Dawsari | 1:2 |

| Amonestado | 67'   | Abdulellah Al-Malki |
| Amonestado | 75'   | Ali Al-Bulaihi      |
| Amonestado | 79'   | Salem Al-Dawsari    |
| Amonestado | 82'   | Saud Abdulhamid     |
| Amonestado | 88'   | Nawaf Al Abed       |
| Amonestado | 90+2' | Mohammed Al-Owais   |

| Árbitro             | Slavko Vinčić        |
| Árbitros asistentes | Tomaž Klančnik       |
| Árbitros asistentes | Andraž Kovačič       |
| Cuarto árbitro      | Maguette N'Diaye     |
| Quinto árbitro      | El Hadj Malick Samba |
| VAR                 | Pol van Boekel       |
| Adicionales VAR     | Bastian Dankert      |
| Adicionales VAR     | Abdelhak Etchiali    |
| Adicionales VAR     | Ricardo de Burgos    |
| Adicionales VAR     | Nicolas Danos        |

| 23         | Guardameta     | Emiliano Martínez  |     |
| 3          | Defensa        | Nicolás Tagliafico | 71' |
| 13         | Defensa        | Cristian Romero    | 59' |
| 19         | Defensa        | Nicolás Otamendi   |     |
| 26         | Defensa        | Nahuel Molina      |     |
| 5          | Centrocampista | Leandro Paredes    | 59' |
| 7          | Centrocampista | Rodrigo de Paul    |     |
| 11         | Centrocampista | Ángel Di María     |     |
| 17         | Centrocampista | Alejandro Gómez    | 59' |
| 10         | Delantero      | Lionel Messi       |     |
| 22         | Delantero      | Lautaro Martínez   |     |
| Entrenador | Entrenador     | Lionel Scaloni     |     |

| 21         | Guardameta     | Mohammed Al-Owais   |       |
| 5          | Defensa        | Ali Al-Bulaihi      |       |
| 12         | Defensa        | Saud Abdulhamid     |       |
| 13         | Defensa        | Yasir Al-Shahrani   | 90+9' |
| 17         | Defensa        | Hassan Tambakti     |       |
| 7          | Centrocampista | Salman Al-Faraj     | 45+4' |
| 8          | Centrocampista | Abdulellah Al-Malki |       |
| 23         | Centrocampista | Mohamed Kanno       |       |
| 9          | Delantero      | Firas Al-Buraikan   | 89'   |
| 10         | Delantero      | Salem Al-Dawsari    |       |
| 11         | Delantero      | Saleh Al-Shehri     | 78'   |
| Entrenador | Entrenador     | Hervé Renard        |       |

| 25 | Defensa        | Lisandro Martínez | 59' |
| 9  | Delantero      | Julián Álvarez    | 59' |
| 24 | Centrocampista | Enzo Fernández    | 59' |
| 8  | Defensa        | Marcos Acuña      | 71' |

| 18 | Centrocampista | Nawaf Al Abed     | 45+4' 89' |
| 2  | Defensa        | Sultan Al-Ghanam  | 78'       |
| 4  | Defensa        | Abdulelah Al-Amri | 89'       |
| 25 | Delantero      | Haitham Asiri     | 89'       |
| 6  | Defensa        | Mohammed Al-Breik | 90+9'     |

| Anotado · Penal | 10' | Lionel Messi | 1:0 |

| Anotado | 48' | Saleh Al-Shehri  | 1:1 |
| Anotado | 53' | Salem Al-Dawsari | 1:2 |

| Amonestado | 67'   | Abdulellah Al-Malki |
| Amonestado | 75'   | Ali Al-Bulaihi      |
| Amonestado | 79'   | Salem Al-Dawsari    |
| Amonestado | 82'   | Saud Abdulhamid     |
| Amonestado | 88'   | Nawaf Al Abed       |
| Amonestado | 90+2' | Mohammed Al-Owais   |

| Árbitro             | Slavko Vinčić        |
| Árbitros asistentes | Tomaž Klančnik       |
| Árbitros asistentes | Andraž Kovačič       |
| Cuarto árbitro      | Maguette N'Diaye     |
| Quinto árbitro      | El Hadj Malick Samba |
| VAR                 | Pol van Boekel       |
| Adicionales VAR     | Bastian Dankert      |
| Adicionales VAR     | Abdelhak Etchiali    |
| Adicionales VAR     | Ricardo de Burgos    |
| Adicionales VAR     | Nicolas Danos        |

| Estadísticas      | Bandera de Argentina | Bandera de Arabia Saudita |
| Tiros             | 14                   | 3                         |
| Tiros a puerta    | 6                    | 2                         |
| Faltas            | 7                    | 21                        |
| Saques de esquina | 9                    | 2                         |
| Penaltis          | 1 (1)                | 0                         |
| Fueras de juego   | 10                   | 1                         |
| Posesión de balón | 70%                  | 30%                       |

#### Argentina vs. México
| 26 de noviembre, 22:00 | Argentina                 | 2:0 (0:0) | México | Estadio Icónico, Lusail                                                             |                                                                                     |
|                        | Messi 64' · Fernández 87' | Reporte   |        | Asistencia: 88 966 espectadores Árbitro(s): Daniele Orsato VAR: Massimiliano Irrati | Asistencia: 88 966 espectadores Árbitro(s): Daniele Orsato VAR: Massimiliano Irrati |

| 23         | Guardameta     | Emiliano Martínez   |     |
| 4          | Defensa        | Gonzalo Montiel     | 63' |
| 8          | Defensa        | Marcos Acuña        |     |
| 19         | Defensa        | Nicolás Otamendi    |     |
| 25         | Defensa        | Lisandro Martínez   |     |
| 7          | Centrocampista | Rodrigo de Paul     |     |
| 11         | Centrocampista | Ángel Di María      | 69' |
| 18         | Centrocampista | Guido Rodríguez     | 57' |
| 20         | Centrocampista | Alexis Mac Allister | 69' |
| 10         | Delantero      | Lionel Messi        |     |
| 22         | Delantero      | Lautaro Martínez    | 63' |
| Entrenador | Entrenador     | Lionel Scaloni      |     |

| 13         | Guardameta     | Guillermo Ochoa |     |
| 2          | Defensa        | Néstor Araujo   |     |
| 3          | Defensa        | César Montes    |     |
| 15         | Defensa        | Héctor Moreno   |     |
| 23         | Defensa        | Jesús Gallardo  |     |
| 26         | Defensa        | Kevin Álvarez   | 66' |
| 16         | Centrocampista | Héctor Herrera  |     |
| 18         | Centrocampista | Andrés Guardado | 42' |
| 24         | Centrocampista | Luis Chávez     |     |
| 10         | Delantero      | Alexis Vega     | 66' |
| 22         | Delantero      | Hirving Lozano  | 73' |
| Entrenador | Entrenador     | Gerardo Martino |     |

| 24 | Centrocampista | Enzo Fernández    | 57' |
| 9  | Delantero      | Julián Álvarez    | 63' |
| 26 | Defensa        | Nahuel Molina     | 63' |
| 14 | Centrocampista | Exequiel Palacios | 69' |
| 13 | Defensa        | Cristian Romero   | 69' |

| 14 | Centrocampista | Érick Gutiérrez  | 42' |
| 9  | Delantero      | Raúl Jiménez     | 66' |
| 21 | Centrocampista | Uriel Antuna     | 66' |
| 25 | Centrocampista | Roberto Alvarado | 73' |

| Anotado | 64' | Lionel Messi   | 1:0 |
| Anotado | 87' | Enzo Fernández | 2:0 |

| Amonestado | 43' | Gonzalo Montiel |

| Amonestado | 22' | Néstor Araujo    |
| Amonestado | 50' | Érick Gutiérrez  |
| Amonestado | 66' | Héctor Herrera   |
| Amonestado | 89' | Roberto Alvarado |

| Árbitro             | Daniele Orsato                 |
| Árbitros asistentes | Ciro Carbone                   |
| Árbitros asistentes | Alessandro Giallatini          |
| Cuarto árbitro      | István Kovács                  |
| Quinto árbitro      | Ovidiu Artene                  |
| VAR                 | Massimiliano Irrati            |
| Adicionales VAR     | Paolo Valeri                   |
| Adicionales VAR     | Roberto Díaz Pérez del Palomar |
| Adicionales VAR     | Jérôme Brisard                 |
| Adicionales VAR     | Jerson dos Santos              |

| 23         | Guardameta     | Emiliano Martínez   |     |
| 4          | Defensa        | Gonzalo Montiel     | 63' |
| 8          | Defensa        | Marcos Acuña        |     |
| 19         | Defensa        | Nicolás Otamendi    |     |
| 25         | Defensa        | Lisandro Martínez   |     |
| 7          | Centrocampista | Rodrigo de Paul     |     |
| 11         | Centrocampista | Ángel Di María      | 69' |
| 18         | Centrocampista | Guido Rodríguez     | 57' |
| 20         | Centrocampista | Alexis Mac Allister | 69' |
| 10         | Delantero      | Lionel Messi        |     |
| 22         | Delantero      | Lautaro Martínez    | 63' |
| Entrenador | Entrenador     | Lionel Scaloni      |     |

| 13         | Guardameta     | Guillermo Ochoa |     |
| 2          | Defensa        | Néstor Araujo   |     |
| 3          | Defensa        | César Montes    |     |
| 15         | Defensa        | Héctor Moreno   |     |
| 23         | Defensa        | Jesús Gallardo  |     |
| 26         | Defensa        | Kevin Álvarez   | 66' |
| 16         | Centrocampista | Héctor Herrera  |     |
| 18         | Centrocampista | Andrés Guardado | 42' |
| 24         | Centrocampista | Luis Chávez     |     |
| 10         | Delantero      | Alexis Vega     | 66' |
| 22         | Delantero      | Hirving Lozano  | 73' |
| Entrenador | Entrenador     | Gerardo Martino |     |

| 24 | Centrocampista | Enzo Fernández    | 57' |
| 9  | Delantero      | Julián Álvarez    | 63' |
| 26 | Defensa        | Nahuel Molina     | 63' |
| 14 | Centrocampista | Exequiel Palacios | 69' |
| 13 | Defensa        | Cristian Romero   | 69' |

| 14 | Centrocampista | Érick Gutiérrez  | 42' |
| 9  | Delantero      | Raúl Jiménez     | 66' |
| 21 | Centrocampista | Uriel Antuna     | 66' |
| 25 | Centrocampista | Roberto Alvarado | 73' |

| Anotado | 64' | Lionel Messi   | 1:0 |
| Anotado | 87' | Enzo Fernández | 2:0 |

| Amonestado | 43' | Gonzalo Montiel |

| Amonestado | 22' | Néstor Araujo    |
| Amonestado | 50' | Érick Gutiérrez  |
| Amonestado | 66' | Héctor Herrera   |
| Amonestado | 89' | Roberto Alvarado |

| Árbitro             | Daniele Orsato                 |
| Árbitros asistentes | Ciro Carbone                   |
| Árbitros asistentes | Alessandro Giallatini          |
| Cuarto árbitro      | István Kovács                  |
| Quinto árbitro      | Ovidiu Artene                  |
| VAR                 | Massimiliano Irrati            |
| Adicionales VAR     | Paolo Valeri                   |
| Adicionales VAR     | Roberto Díaz Pérez del Palomar |
| Adicionales VAR     | Jérôme Brisard                 |
| Adicionales VAR     | Jerson dos Santos              |

| Estadísticas      | Bandera de Argentina | Bandera de México |
| Tiros             | 6                    | 4                 |
| Tiros a puerta    | 3                    | 1                 |
| Faltas            | 15                   | 19                |
| Saques de esquina | 4                    | 2                 |
| Penaltis          | 0                    | 0                 |
| Fueras de juego   | 2                    | 4                 |
| Posesión de balón | 59%                  | 41%               |

#### Polonia vs. Argentina
| 30 de noviembre, 22:00 | Polonia | 0:2 (0:0) | Argentina                      | Estadio 974, Doha                                                              |                                                                                |
|                        |         | Reporte   | Mac Allister 46' · Álvarez 67' | Asistencia: 44 089 espectadores Árbitro(s): Danny Makkelie VAR: Pol van Boekel | Asistencia: 44 089 espectadores Árbitro(s): Danny Makkelie VAR: Pol van Boekel |

| 1          | Guardameta     | Wojciech Szczęsny     |     |
| 2          | Defensa        | Matthew Cash          |     |
| 14         | Defensa        | Jakub Kiwior          |     |
| 15         | Defensa        | Kamil Glik            |     |
| 18         | Defensa        | Bartosz Bereszyński   | 72' |
| 6          | Centrocampista | Krystian Bielik       | 62' |
| 10         | Centrocampista | Grzegorz Krychowiak   | 83' |
| 16         | Centrocampista | Karol Świderski       | 46' |
| 20         | Centrocampista | Piotr Zieliński       |     |
| 24         | Centrocampista | Przemysław Frankowski | 46' |
| 9          | Delantero      | Robert Lewandowski    |     |
| Entrenador | Entrenador     | Czesław Michniewicz   |     |

| 23         | Guardameta     | Emiliano Martínez   |     |
| 8          | Defensa        | Marcos Acuña        | 59' |
| 13         | Defensa        | Cristian Romero     |     |
| 19         | Defensa        | Nicolás Otamendi    |     |
| 26         | Defensa        | Nahuel Molina       |     |
| 7          | Centrocampista | Rodrigo de Paul     |     |
| 20         | Centrocampista | Alexis Mac Allister | 83' |
| 24         | Centrocampista | Enzo Fernández      | 79' |
| 9          | Delantero      | Julián Álvarez      | 79' |
| 10         | Delantero      | Lionel Messi        |     |
| 11         | Delantero      | Ángel Di María      | 59' |
| Entrenador | Entrenador     | Lionel Scaloni      |     |

| 26 | Centrocampista | Michał Skóraś     | 46' |
| 13 | Delantero      | Jakub Kamiński    | 46' |
| 8  | Centrocampista | Damian Szymański  | 62' |
| 3  | Defensa        | Artur Jędrzejczyk | 72' |
| 23 | Delantero      | Krzysztof Piątek  | 83' |

| 5  | Centrocampista | Leandro Paredes    | 59' |
| 3  | Defensa        | Nicolás Tagliafico | 59' |
| 6  | Defensa        | Germán Pezzella    | 79' |
| 22 | Delantero      | Lautaro Martínez   | 79' |
| 16 | Delantero      | Thiago Almada      | 83' |

| Anotado | 46' | Alexis Mac Allister | 0:1 |
| Anotado | 67' | Julián Álvarez      | 0:2 |

| Amonestado | 78' | Grzegorz Krychowiak |

| Amonestado | 49' | Marcos Acuña |

| Árbitro             | Danny Makkelie        |
| Árbitros asistentes | Hessel Steegstra      |
| Árbitros asistentes | Jan de Vries          |
| Cuarto árbitro      | Said Martínez         |
| Quinto árbitro      | Helpys Raymundo Feliz |
| VAR                 | Pol van Boekel        |
| Adicionales VAR     | Bastian Dankert       |
| Adicionales VAR     | Kathryn Nesbitt       |
| Adicionales VAR     | Juan Soto             |
| Adicionales VAR     | Anton Shchetinin      |

| 1          | Guardameta     | Wojciech Szczęsny     |     |
| 2          | Defensa        | Matthew Cash          |     |
| 14         | Defensa        | Jakub Kiwior          |     |
| 15         | Defensa        | Kamil Glik            |     |
| 18         | Defensa        | Bartosz Bereszyński   | 72' |
| 6          | Centrocampista | Krystian Bielik       | 62' |
| 10         | Centrocampista | Grzegorz Krychowiak   | 83' |
| 16         | Centrocampista | Karol Świderski       | 46' |
| 20         | Centrocampista | Piotr Zieliński       |     |
| 24         | Centrocampista | Przemysław Frankowski | 46' |
| 9          | Delantero      | Robert Lewandowski    |     |
| Entrenador | Entrenador     | Czesław Michniewicz   |     |

| 23         | Guardameta     | Emiliano Martínez   |     |
| 8          | Defensa        | Marcos Acuña        | 59' |
| 13         | Defensa        | Cristian Romero     |     |
| 19         | Defensa        | Nicolás Otamendi    |     |
| 26         | Defensa        | Nahuel Molina       |     |
| 7          | Centrocampista | Rodrigo de Paul     |     |
| 20         | Centrocampista | Alexis Mac Allister | 83' |
| 24         | Centrocampista | Enzo Fernández      | 79' |
| 9          | Delantero      | Julián Álvarez      | 79' |
| 10         | Delantero      | Lionel Messi        |     |
| 11         | Delantero      | Ángel Di María      | 59' |
| Entrenador | Entrenador     | Lionel Scaloni      |     |

| 26 | Centrocampista | Michał Skóraś     | 46' |
| 13 | Delantero      | Jakub Kamiński    | 46' |
| 8  | Centrocampista | Damian Szymański  | 62' |
| 3  | Defensa        | Artur Jędrzejczyk | 72' |
| 23 | Delantero      | Krzysztof Piątek  | 83' |

| 5  | Centrocampista | Leandro Paredes    | 59' |
| 3  | Defensa        | Nicolás Tagliafico | 59' |
| 6  | Defensa        | Germán Pezzella    | 79' |
| 22 | Delantero      | Lautaro Martínez   | 79' |
| 16 | Delantero      | Thiago Almada      | 83' |

| Anotado | 46' | Alexis Mac Allister | 0:1 |
| Anotado | 67' | Julián Álvarez      | 0:2 |

| Amonestado | 78' | Grzegorz Krychowiak |

| Amonestado | 49' | Marcos Acuña |

| Árbitro             | Danny Makkelie        |
| Árbitros asistentes | Hessel Steegstra      |
| Árbitros asistentes | Jan de Vries          |
| Cuarto árbitro      | Said Martínez         |
| Quinto árbitro      | Helpys Raymundo Feliz |
| VAR                 | Pol van Boekel        |
| Adicionales VAR     | Bastian Dankert       |
| Adicionales VAR     | Kathryn Nesbitt       |
| Adicionales VAR     | Juan Soto             |
| Adicionales VAR     | Anton Shchetinin      |

| Estadísticas      | Bandera de Polonia | Bandera de Argentina |
| Tiros             | 3                  | 24                   |
| Tiros a puerta    | 0                  | 13                   |
| Faltas            | 6                  | 11                   |
| Saques de esquina | 1                  | 9                    |
| Penaltis          | 0                  | 1 (0)                |
| Fueras de juego   | 0                  | 1                    |
| Posesión de balón | 26%                | 74%                  |

### Octavos de final

#### Argentina vs. Australia
| 3 de diciembre, 22:00 | Argentina               | 2:1 (1:0) | Australia            | Estadio Áhmad bin Ali, Rayán                                                         |                                                                                      |
|                       | Messi 35' · Álvarez 57' | Reporte   | Fernández 77' (a.g.) | Asistencia: 45 032 espectadores Árbitro(s): Szymon Marciniak VAR: Tomasz Kwiatkowski | Asistencia: 45 032 espectadores Árbitro(s): Szymon Marciniak VAR: Tomasz Kwiatkowski |

| 23         | Guardameta     | Emiliano Martínez   |     |
| 8          | Defensa        | Marcos Acuña        | 71' |
| 13         | Defensa        | Cristian Romero     |     |
| 19         | Defensa        | Nicolás Otamendi    |     |
| 26         | Defensa        | Nahuel Molina       | 80' |
| 7          | Centrocampista | Rodrigo de Paul     |     |
| 20         | Centrocampista | Alexis Mac Allister | 80' |
| 24         | Centrocampista | Enzo Fernández      |     |
| 9          | Delantero      | Julián Álvarez      | 71' |
| 10         | Delantero      | Lionel Messi        |     |
| 17         | Delantero      | Alejandro Gómez     | 50' |
| Entrenador | Entrenador     | Lionel Scaloni      |     |

| 1          | Guardameta     | Mathew Ryan    |     |
| 2          | Defensa        | Milos Degenek  | 71' |
| 4          | Defensa        | Kye Rowles     |     |
| 16         | Defensa        | Aziz Behich    |     |
| 19         | Defensa        | Harry Souttar  |     |
| 7          | Centrocampista | Mathew Leckie  | 71' |
| 13         | Centrocampista | Aaron Mooy     |     |
| 14         | Centrocampista | Riley McGree   | 58' |
| 26         | Centrocampista | Keanu Baccus   | 58' |
| 15         | Delantero      | Mitchell Duke  | 71' |
| 22         | Delantero      | Jackson Irvine |     |
| Entrenador | Entrenador     | Graham Arnold  |     |

| 25 | Defensa        | Lisandro Martínez  | 50' |
| 22 | Delantero      | Lautaro Martínez   | 71' |
| 3  | Defensa        | Nicolás Tagliafico | 71' |
| 14 | Centrocampista | Exequiel Palacios  | 80' |
| 4  | Defensa        | Gonzalo Montiel    | 80' |

| 10 | Centrocampista | Ajdin Hrustic  | 58' |
| 23 | Delantero      | Craig Goodwin  | 58' |
| 21 | Delantero      | Garang Kuol    | 71' |
| 9  | Delantero      | Jamie Maclaren | 71' |
| 5  | Defensa        | Fran Karačić   | 71' |

| Anotado | 35' | Lionel Messi   | 1:0 |
| Anotado | 57' | Julián Álvarez | 2:0 |

| Anotado · Autogol | 77' | Enzo Fernández | 2:1 |

| Amonestado | 15' | Jackson Irvine |
| Amonestado | 38' | Milos Degenek  |

| Árbitro             | Szymon Marciniak      |
| Árbitros asistentes | Paweł Sokolnicki      |
| Árbitros asistentes | Tomasz Listkiewicz    |
| Cuarto árbitro      | Mario Escobar         |
| Quinto árbitro      | Kathryn Nesbitt       |
| VAR                 | Tomasz Kwiatkowski    |
| Adicionales VAR     | Marco Fritz           |
| Adicionales VAR     | Alessandro Giallatini |
| Adicionales VAR     | Benoît Millot         |
| Adicionales VAR     | Ciro Carbone          |

| 23         | Guardameta     | Emiliano Martínez   |     |
| 8          | Defensa        | Marcos Acuña        | 71' |
| 13         | Defensa        | Cristian Romero     |     |
| 19         | Defensa        | Nicolás Otamendi    |     |
| 26         | Defensa        | Nahuel Molina       | 80' |
| 7          | Centrocampista | Rodrigo de Paul     |     |
| 20         | Centrocampista | Alexis Mac Allister | 80' |
| 24         | Centrocampista | Enzo Fernández      |     |
| 9          | Delantero      | Julián Álvarez      | 71' |
| 10         | Delantero      | Lionel Messi        |     |
| 17         | Delantero      | Alejandro Gómez     | 50' |
| Entrenador | Entrenador     | Lionel Scaloni      |     |

| 1          | Guardameta     | Mathew Ryan    |     |
| 2          | Defensa        | Milos Degenek  | 71' |
| 4          | Defensa        | Kye Rowles     |     |
| 16         | Defensa        | Aziz Behich    |     |
| 19         | Defensa        | Harry Souttar  |     |
| 7          | Centrocampista | Mathew Leckie  | 71' |
| 13         | Centrocampista | Aaron Mooy     |     |
| 14         | Centrocampista | Riley McGree   | 58' |
| 26         | Centrocampista | Keanu Baccus   | 58' |
| 15         | Delantero      | Mitchell Duke  | 71' |
| 22         | Delantero      | Jackson Irvine |     |
| Entrenador | Entrenador     | Graham Arnold  |     |

| 25 | Defensa        | Lisandro Martínez  | 50' |
| 22 | Delantero      | Lautaro Martínez   | 71' |
| 3  | Defensa        | Nicolás Tagliafico | 71' |
| 14 | Centrocampista | Exequiel Palacios  | 80' |
| 4  | Defensa        | Gonzalo Montiel    | 80' |

| 10 | Centrocampista | Ajdin Hrustic  | 58' |
| 23 | Delantero      | Craig Goodwin  | 58' |
| 21 | Delantero      | Garang Kuol    | 71' |
| 9  | Delantero      | Jamie Maclaren | 71' |
| 5  | Defensa        | Fran Karačić   | 71' |

| Anotado | 35' | Lionel Messi   | 1:0 |
| Anotado | 57' | Julián Álvarez | 2:0 |

| Anotado · Autogol | 77' | Enzo Fernández | 2:1 |

| Amonestado | 15' | Jackson Irvine |
| Amonestado | 38' | Milos Degenek  |

| Árbitro             | Szymon Marciniak      |
| Árbitros asistentes | Paweł Sokolnicki      |
| Árbitros asistentes | Tomasz Listkiewicz    |
| Cuarto árbitro      | Mario Escobar         |
| Quinto árbitro      | Kathryn Nesbitt       |
| VAR                 | Tomasz Kwiatkowski    |
| Adicionales VAR     | Marco Fritz           |
| Adicionales VAR     | Alessandro Giallatini |
| Adicionales VAR     | Benoît Millot         |
| Adicionales VAR     | Ciro Carbone          |

| Estadísticas      | Bandera de Argentina | Bandera de Australia |
| Tiros             | 14                   | 5                    |
| Tiros a puerta    | 5                    | 1                    |
| Faltas            | 8                    | 15                   |
| Saques de esquina | 1                    | 3                    |
| Penaltis          | 0                    | 0                    |
| Fueras de juego   | 4                    | 0                    |
| Posesión de balón | 61%                  | 39%                  |

### Cuartos de final

#### Países Bajos vs. Argentina
| 9 de diciembre, 22:00 | Países Bajos                                           | 2:2 (2:2, 0:1) (t. s.)(3:4 p.) | Argentina                                            | Estadio Icónico, Lusail                                                                                 | |
|                       | Weghorst 83', 90+11'                                   | Reporte                        | Molina 35' · Messi 73' (pen.)                        | Asistencia: 88 235 espectadores Árbitro(s): Antonio Mateu Lahoz VAR: Alejandro José Hernández Hernández | Asistencia: 88 235 espectadores Árbitro(s): Antonio Mateu Lahoz VAR: Alejandro José Hernández Hernández |
|                       |                                                        | Tiros desde el punto penal     |                                                      | | |
|                       | Van Dijk · Berghuis · Koopmeiners · Weghorst · De Jong |                                | Messi · Paredes · Montiel · Fernández · La. Martínez | | |

| 23         | Guardameta     | Andries Noppert |      |
| 2          | Defensa        | Jurriën Timber  |      |
| 4          | Defensa        | Virgil van Dijk |      |
| 5          | Defensa        | Nathan Aké      |      |
| 8          | Centrocampista | Cody Gakpo      | 113' |
| 15         | Centrocampista | Marten de Roon  | 46'  |
| 17         | Centrocampista | Daley Blind     | 64'  |
| 21         | Centrocampista | Frenkie de Jong |      |
| 22         | Centrocampista | Denzel Dumfries |      |
| 7          | Delantero      | Steven Bergwijn | 46'  |
| 10         | Delantero      | Memphis Depay   | 78'  |
| Entrenador | Entrenador     | Louis van Gaal  |      |

| 23         | Guardameta     | Emiliano Martínez   |      |
| 13         | Defensa        | Cristian Romero     | 78'  |
| 19         | Defensa        | Nicolás Otamendi    |      |
| 25         | Defensa        | Lisandro Martínez   | 112' |
| 7          | Centrocampista | Rodrigo de Paul     | 67'  |
| 8          | Centrocampista | Marcos Acuña        | 78'  |
| 20         | Centrocampista | Alexis Mac Allister |      |
| 24         | Centrocampista | Enzo Fernández      |      |
| 26         | Centrocampista | Nahuel Molina       | 106' |
| 9          | Delantero      | Julián Álvarez      | 82'  |
| 10         | Delantero      | Lionel Messi        |      |
| Entrenador | Entrenador     | Lionel Scaloni      |      |

| 11 | Centrocampista | Steven Berghuis  | 46'  |
| 20 | Centrocampista | Teun Koopmeiners | 46'  |
| 9  | Delantero      | Luuk de Jong     | 64'  |
| 19 | Delantero      | Wout Weghorst    | 78'  |
| 12 | Delantero      | Noa Lang         | 113' |

| 5  | Centrocampista | Leandro Paredes    | 67'  |
| 3  | Centrocampista | Nicolás Tagliafico | 78'  |
| 6  | Defensa        | Germán Pezzella    | 78'  |
| 22 | Delantero      | Lautaro Martínez   | 82'  |
| 4  | Centrocampista | Gonzalo Montiel    | 106' |
| 11 | Delantero      | Ángel Di María     | 112' |

| Anotado | 83'    | Wout Weghorst | 1:2 |
| Anotado | 90+11' | Wout Weghorst | 2:2 |

| Anotado         | 35' | Nahuel Molina | 0:1 |
| Anotado · Penal | 73' | Lionel Messi  | 0:2 |

| Virgil van Dijk  | Fallo de penal   | 0:0 |                  |                  |
|                  |                  | 0:1 | Acierto de penal | Lionel Messi     |
| Steven Berghuis  | Fallo de penal   | 0:1 |                  |                  |
|                  |                  | 0:2 | Acierto de penal | Leandro Paredes  |
| Teun Koopmeiners | Acierto de penal | 1:2 |                  |                  |
|                  |                  | 1:3 | Acierto de penal | Gonzalo Montiel  |
| Wout Weghorst    | Acierto de penal | 2:3 |                  |                  |
|                  |                  | 2:3 | Fallo de penal   | Enzo Fernández   |
| Luuk de Jong     | Acierto de penal | 3:3 |                  |                  |
|                  |                  | 3:4 | Acierto de penal | Lautaro Martínez |

| Amonestado           | 43'   | Jurriën Timber  |
| Amonestado           | 45+2' | Wout Weghorst   |
| Amonestado           | 76'   | Memphis Depay   |
| Amonestado           | 88'   | Steven Berghuis |
| Amonestado           | 91'   | Steven Bergwijn |
| Amonestado           | 128'  | Denzel Dumfries |
| Otorgado · Expulsado | 129'  | Denzel Dumfries |
| Amonestado           | 129'  | Noa Lang        |

| Amonestado | 31'    | Walter Samuel     |
| Amonestado | 43'    | Marcos Acuña      |
| Amonestado | 45'    | Cristian Romero   |
| Amonestado | 76'    | Lisandro Martínez |
| Amonestado | 89'    | Leandro Paredes   |
| Amonestado | 90'    | Lionel Scaloni    |
| Amonestado | 90+10' | Lionel Messi      |
| Amonestado | 90+12' | Nicolás Otamendi  |
| Amonestado | 109'   | Gonzalo Montiel   |
| Amonestado | 112'   | Germán Pezzella   |

| Árbitro             | Antonio Mateu Lahoz                |
| Árbitros asistentes | Pau Cebrián Devís                  |
| Árbitros asistentes | Roberto Díaz Pérez del Palomar     |
| Cuarto árbitro      | Victor Gomes                       |
| Quinto árbitro      | Kyle Atkins                        |
| VAR                 | Alejandro José Hernández Hernández |
| Adicionales VAR     | Drew Fischer                       |
| Adicionales VAR     | Alessandro Giallatini              |
| Adicionales VAR     | Julio Bascuñán                     |
| Adicionales VAR     | Corey Parker                       |
| Adicionales VAR     | Fernando Guerrero                  |

| 23         | Guardameta     | Andries Noppert |      |
| 2          | Defensa        | Jurriën Timber  |      |
| 4          | Defensa        | Virgil van Dijk |      |
| 5          | Defensa        | Nathan Aké      |      |
| 8          | Centrocampista | Cody Gakpo      | 113' |
| 15         | Centrocampista | Marten de Roon  | 46'  |
| 17         | Centrocampista | Daley Blind     | 64'  |
| 21         | Centrocampista | Frenkie de Jong |      |
| 22         | Centrocampista | Denzel Dumfries |      |
| 7          | Delantero      | Steven Bergwijn | 46'  |
| 10         | Delantero      | Memphis Depay   | 78'  |
| Entrenador | Entrenador     | Louis van Gaal  |      |

| 23         | Guardameta     | Emiliano Martínez   |      |
| 13         | Defensa        | Cristian Romero     | 78'  |
| 19         | Defensa        | Nicolás Otamendi    |      |
| 25         | Defensa        | Lisandro Martínez   | 112' |
| 7          | Centrocampista | Rodrigo de Paul     | 67'  |
| 8          | Centrocampista | Marcos Acuña        | 78'  |
| 20         | Centrocampista | Alexis Mac Allister |      |
| 24         | Centrocampista | Enzo Fernández      |      |
| 26         | Centrocampista | Nahuel Molina       | 106' |
| 9          | Delantero      | Julián Álvarez      | 82'  |
| 10         | Delantero      | Lionel Messi        |      |
| Entrenador | Entrenador     | Lionel Scaloni      |      |

| 11 | Centrocampista | Steven Berghuis  | 46'  |
| 20 | Centrocampista | Teun Koopmeiners | 46'  |
| 9  | Delantero      | Luuk de Jong     | 64'  |
| 19 | Delantero      | Wout Weghorst    | 78'  |
| 12 | Delantero      | Noa Lang         | 113' |

| 5  | Centrocampista | Leandro Paredes    | 67'  |
| 3  | Centrocampista | Nicolás Tagliafico | 78'  |
| 6  | Defensa        | Germán Pezzella    | 78'  |
| 22 | Delantero      | Lautaro Martínez   | 82'  |
| 4  | Centrocampista | Gonzalo Montiel    | 106' |
| 11 | Delantero      | Ángel Di María     | 112' |

| Anotado | 83'    | Wout Weghorst | 1:2 |
| Anotado | 90+11' | Wout Weghorst | 2:2 |

| Anotado         | 35' | Nahuel Molina | 0:1 |
| Anotado · Penal | 73' | Lionel Messi  | 0:2 |

| Virgil van Dijk  | Fallo de penal   | 0:0 |                  |                  |
|                  |                  | 0:1 | Acierto de penal | Lionel Messi     |
| Steven Berghuis  | Fallo de penal   | 0:1 |                  |                  |
|                  |                  | 0:2 | Acierto de penal | Leandro Paredes  |
| Teun Koopmeiners | Acierto de penal | 1:2 |                  |                  |
|                  |                  | 1:3 | Acierto de penal | Gonzalo Montiel  |
| Wout Weghorst    | Acierto de penal | 2:3 |                  |                  |
|                  |                  | 2:3 | Fallo de penal   | Enzo Fernández   |
| Luuk de Jong     | Acierto de penal | 3:3 |                  |                  |
|                  |                  | 3:4 | Acierto de penal | Lautaro Martínez |

| Amonestado           | 43'   | Jurriën Timber  |
| Amonestado           | 45+2' | Wout Weghorst   |
| Amonestado           | 76'   | Memphis Depay   |
| Amonestado           | 88'   | Steven Berghuis |
| Amonestado           | 91'   | Steven Bergwijn |
| Amonestado           | 128'  | Denzel Dumfries |
| Otorgado · Expulsado | 129'  | Denzel Dumfries |
| Amonestado           | 129'  | Noa Lang        |

| Amonestado | 31'    | Walter Samuel     |
| Amonestado | 43'    | Marcos Acuña      |
| Amonestado | 45'    | Cristian Romero   |
| Amonestado | 76'    | Lisandro Martínez |
| Amonestado | 89'    | Leandro Paredes   |
| Amonestado | 90'    | Lionel Scaloni    |
| Amonestado | 90+10' | Lionel Messi      |
| Amonestado | 90+12' | Nicolás Otamendi  |
| Amonestado | 109'   | Gonzalo Montiel   |
| Amonestado | 112'   | Germán Pezzella   |

| Árbitro             | Antonio Mateu Lahoz                |
| Árbitros asistentes | Pau Cebrián Devís                  |
| Árbitros asistentes | Roberto Díaz Pérez del Palomar     |
| Cuarto árbitro      | Victor Gomes                       |
| Quinto árbitro      | Kyle Atkins                        |
| VAR                 | Alejandro José Hernández Hernández |
| Adicionales VAR     | Drew Fischer                       |
| Adicionales VAR     | Alessandro Giallatini              |
| Adicionales VAR     | Julio Bascuñán                     |
| Adicionales VAR     | Corey Parker                       |
| Adicionales VAR     | Fernando Guerrero                  |

| Estadísticas      | Bandera de los Países Bajos | Bandera de Argentina |
| Tiros             | 5                           | 15                   |
| Tiros a puerta    | 2                           | 6                    |
| Faltas            | 30                          | 18                   |
| Saques de esquina | 2                           | 8                    |
| Penaltis          | 0                           | 1 (1)                |
| Fueras de juego   | 1                           | 2                    |
| Posesión de balón | 52%                         | 48%                  |

### Semifinal

#### Argentina vs. Croacia
| 13 de diciembre, 22:00 | Argentina                           | 3:0 (2:0) | Croacia | Estadio Icónico, Lusail                                                             |                                                                                     |
|                        | Messi 34' (pen.) · Álvarez 39', 69' | Reporte   |         | Asistencia: 88 966 espectadores Árbitro(s): Daniele Orsato VAR: Massimiliano Irrati | Asistencia: 88 966 espectadores Árbitro(s): Daniele Orsato VAR: Massimiliano Irrati |

| 23         | Guardameta     | Emiliano Martínez   |     |
| 3          | Defensa        | Nicolás Tagliafico  |     |
| 13         | Defensa        | Cristian Romero     |     |
| 19         | Defensa        | Nicolás Otamendi    |     |
| 26         | Defensa        | Nahuel Molina       | 86' |
| 5          | Centrocampista | Leandro Paredes     | 62' |
| 7          | Centrocampista | Rodrigo de Paul     | 74' |
| 20         | Centrocampista | Alexis Mac Allister | 86' |
| 24         | Centrocampista | Enzo Fernández      |     |
| 9          | Delantero      | Julián Álvarez      | 74' |
| 10         | Delantero      | Lionel Messi        |     |
| Entrenador | Entrenador     | Lionel Scaloni      |     |

| 1          | Guardameta     | Dominik Livaković |     |
| 6          | Defensa        | Dejan Lovren      |     |
| 19         | Defensa        | Borna Sosa        | 46' |
| 20         | Defensa        | Joško Gvardiol    |     |
| 22         | Defensa        | Josip Juranović   |     |
| 8          | Centrocampista | Mateo Kovačić     |     |
| 10         | Centrocampista | Luka Modrić       | 81' |
| 11         | Centrocampista | Marcelo Brozović  | 50' |
| 4          | Delantero      | Ivan Perišić      |     |
| 9          | Delantero      | Andrej Kramarić   | 72' |
| 15         | Delantero      | Mario Pašalić     | 46' |
| Entrenador | Entrenador     | Zlatko Dalić      |     |

| 25 | Defensa        | Lisandro Martínez | 62' |
| 14 | Centrocampista | Exequiel Palacios | 74' |
| 21 | Delantero      | Paulo Dybala      | 74' |
| 15 | Delantero      | Ángel Correa      | 86' |
| 2  | Defensa        | Juan Foyth        | 86' |

| 18 | Delantero      | Mislav Oršić   | 46' |
| 13 | Centrocampista | Nikola Vlašić  | 46' |
| 16 | Delantero      | Bruno Petković | 50' |
| 14 | Delantero      | Marko Livaja   | 72' |
| 7  | Centrocampista | Lovro Majer    | 81' |

| Anotado · Penal | 34' | Lionel Messi   | 1:0 |
| Anotado         | 39' | Julián Álvarez | 2:0 |
| Anotado         | 69' | Julián Álvarez | 3:0 |

| Amonestado | 68' | Cristian Romero  |
| Amonestado | 71' | Nicolás Otamendi |

| Amonestado | 32' | Dominik Livaković |
| Amonestado | 32' | Mateo Kovačić     |
| Expulsado  | 35' | Mario Mandžukić   |

| Árbitro             | Daniele Orsato                  |
| Árbitros asistentes | Ciro Carbone                    |
| Árbitros asistentes | Alessandro Giallatini           |
| Cuarto árbitro      | Mohammed Abdulla Hassan Mohamed |
| Quinto árbitro      | Mohamed Al-Hammadi              |
| VAR                 | Massimiliano Irrati             |
| Adicionales VAR     | Paolo Valeri                    |
| Adicionales VAR     | Kathryn Nesbitt                 |
| Adicionales VAR     | Juan Soto                       |
| Adicionales VAR     | Kyle Atkins                     |
| Adicionales VAR     | Bastian Dankert                 |

| 23         | Guardameta     | Emiliano Martínez   |     |
| 3          | Defensa        | Nicolás Tagliafico  |     |
| 13         | Defensa        | Cristian Romero     |     |
| 19         | Defensa        | Nicolás Otamendi    |     |
| 26         | Defensa        | Nahuel Molina       | 86' |
| 5          | Centrocampista | Leandro Paredes     | 62' |
| 7          | Centrocampista | Rodrigo de Paul     | 74' |
| 20         | Centrocampista | Alexis Mac Allister | 86' |
| 24         | Centrocampista | Enzo Fernández      |     |
| 9          | Delantero      | Julián Álvarez      | 74' |
| 10         | Delantero      | Lionel Messi        |     |
| Entrenador | Entrenador     | Lionel Scaloni      |     |

| 1          | Guardameta     | Dominik Livaković |     |
| 6          | Defensa        | Dejan Lovren      |     |
| 19         | Defensa        | Borna Sosa        | 46' |
| 20         | Defensa        | Joško Gvardiol    |     |
| 22         | Defensa        | Josip Juranović   |     |
| 8          | Centrocampista | Mateo Kovačić     |     |
| 10         | Centrocampista | Luka Modrić       | 81' |
| 11         | Centrocampista | Marcelo Brozović  | 50' |
| 4          | Delantero      | Ivan Perišić      |     |
| 9          | Delantero      | Andrej Kramarić   | 72' |
| 15         | Delantero      | Mario Pašalić     | 46' |
| Entrenador | Entrenador     | Zlatko Dalić      |     |

| 25 | Defensa        | Lisandro Martínez | 62' |
| 14 | Centrocampista | Exequiel Palacios | 74' |
| 21 | Delantero      | Paulo Dybala      | 74' |
| 15 | Delantero      | Ángel Correa      | 86' |
| 2  | Defensa        | Juan Foyth        | 86' |

| 18 | Delantero      | Mislav Oršić   | 46' |
| 13 | Centrocampista | Nikola Vlašić  | 46' |
| 16 | Delantero      | Bruno Petković | 50' |
| 14 | Delantero      | Marko Livaja   | 72' |
| 7  | Centrocampista | Lovro Majer    | 81' |

| Anotado · Penal | 34' | Lionel Messi   | 1:0 |
| Anotado         | 39' | Julián Álvarez | 2:0 |
| Anotado         | 69' | Julián Álvarez | 3:0 |

| Amonestado | 68' | Cristian Romero  |
| Amonestado | 71' | Nicolás Otamendi |

| Amonestado | 32' | Dominik Livaković |
| Amonestado | 32' | Mateo Kovačić     |
| Expulsado  | 35' | Mario Mandžukić   |

| Árbitro             | Daniele Orsato                  |
| Árbitros asistentes | Ciro Carbone                    |
| Árbitros asistentes | Alessandro Giallatini           |
| Cuarto árbitro      | Mohammed Abdulla Hassan Mohamed |
| Quinto árbitro      | Mohamed Al-Hammadi              |
| VAR                 | Massimiliano Irrati             |
| Adicionales VAR     | Paolo Valeri                    |
| Adicionales VAR     | Kathryn Nesbitt                 |
| Adicionales VAR     | Juan Soto                       |
| Adicionales VAR     | Kyle Atkins                     |
| Adicionales VAR     | Bastian Dankert                 |

| Estadísticas      | Bandera de Argentina | Bandera de Croacia |
| Tiros             | 10                   | 12                 |
| Tiros a puerta    | 7                    | 2                  |
| Faltas            | 15                   | 8                  |
| Saques de esquina | 2                    | 4                  |
| Penaltis          | 1 (1)                | 0                  |
| Fueras de juego   | 1                    | 0                  |
| Posesión de balón | 39%                  | 61%                |

### Final

#### Argentina vs. Francia
| 18 de diciembre, 18:00 | Argentina                             | 3:3 (2:2, 2:0) (t. s.)(4:2 p.) | Francia                                  | Estadio Icónico, Lusail                                                              |                                                                                      |
|                        | Messi 23' (pen.), 108' · Di María 36' | Reporte                        | Mbappé 80' (pen.), 81', 118' (pen.)      | Asistencia: 88 966 espectadores Árbitro(s): Szymon Marciniak VAR: Tomasz Kwiatkowski | Asistencia: 88 966 espectadores Árbitro(s): Szymon Marciniak VAR: Tomasz Kwiatkowski |
|                        |                                       | Tiros desde el punto penal     |                                          |                                                                                      |                                                                                      |
|                        | Messi · Dybala · Paredes · Montiel    |                                | Mbappé · Coman · Tchouaméni · Kolo Muani |                                                                                      |                                                                                      |

| 23         | Guardameta     | Emiliano Martínez   |        |
| 3          | Defensa        | Nicolás Tagliafico  | 120+1' |
| 13         | Defensa        | Cristian Romero     |        |
| 19         | Defensa        | Nicolás Otamendi    |        |
| 26         | Defensa        | Nahuel Molina       | 91'    |
| 7          | Centrocampista | Rodrigo de Paul     | 102'   |
| 20         | Centrocampista | Alexis Mac Allister | 116'   |
| 24         | Centrocampista | Enzo Fernández      |        |
| 9          | Delantero      | Julián Álvarez      | 102'   |
| 10         | Delantero      | Lionel Messi        |        |
| 11         | Delantero      | Ángel Di María      | 64'    |
| Entrenador | Entrenador     | Lionel Scaloni      |        |

| 1          | Guardameta     | Hugo Lloris         |        |
| 4          | Defensa        | Raphaël Varane      | 113'   |
| 5          | Defensa        | Jules Koundé        | 120+1' |
| 18         | Defensa        | Dayot Upamecano     |        |
| 22         | Defensa        | Theo Hernández      | 71'    |
| 7          | Centrocampista | Antoine Griezmann   | 71'    |
| 8          | Centrocampista | Aurélien Tchouaméni |        |
| 14         | Centrocampista | Adrien Rabiot       | 96'    |
| 9          | Delantero      | Olivier Giroud      | 41'    |
| 10         | Delantero      | Kylian Mbappé       |        |
| 11         | Delantero      | Ousmane Dembélé     | 41'    |
| Entrenador | Entrenador     | Didier Deschamps    |        |

| 8  | Centrocampista | Marcos Acuña     | 64'    |
| 4  | Defensa        | Gonzalo Montiel  | 91'    |
| 5  | Centrocampista | Leandro Paredes  | 102'   |
| 22 | Delantero      | Lautaro Martínez | 102'   |
| 6  | Defensa        | Germán Pezzella  | 116'   |
| 21 | Delantero      | Paulo Dybala     | 120+1' |

| 12 | Delantero      | Randal Kolo Muani | 41'    |
| 26 | Delantero      | Marcus Thuram     | 41'    |
| 20 | Delantero      | Kingsley Coman    | 71'    |
| 25 | Centrocampista | Eduardo Camavinga | 71'    |
| 13 | Centrocampista | Youssouf Fofana   | 96'    |
| 24 | Defensa        | Ibrahima Konaté   | 113'   |
| 3  | Defensa        | Axel Disasi       | 120+1' |

| Anotado · Penal | 23'  | Lionel Messi   | 1:0 |
| Anotado         | 36'  | Ángel Di María | 2:0 |
| Anotado         | 108' | Lionel Messi   | 3:2 |

| Anotado · Penal | 80'  | Kylian Mbappé | 2:1 |
| Anotado         | 81'  | Kylian Mbappé | 2:2 |
| Anotado · Penal | 118' | Kylian Mbappé | 3:3 |

|                 |                  | 0:1 | Acierto de penal | Kylian Mbappé       |
| Lionel Messi    | Acierto de penal | 1:1 |                  |                     |
|                 |                  | 1:1 | Fallo de penal   | Kingsley Coman      |
| Paulo Dybala    | Acierto de penal | 2:1 |                  |                     |
|                 |                  | 2:1 | Fallo de penal   | Aurélien Tchouaméni |
| Leandro Paredes | Acierto de penal | 3:1 |                  |                     |
|                 |                  | 3:2 | Acierto de penal | Randal Kolo Muani   |
| Gonzalo Montiel | Acierto de penal | 4:2 |                  |                     |

| Amonestado | 45+7' | Enzo Fernández    |
| Amonestado | 90+8' | Marcos Acuña      |
| Amonestado | 114'  | Leandro Paredes   |
| Amonestado | 116'  | Gonzalo Montiel   |
| Amonestado | 125'  | Emiliano Martínez |

| Amonestado | 55'   | Adrien Rabiot  |
| Amonestado | 87'   | Marcus Thuram  |
| Amonestado | 90+5' | Olivier Giroud |

| Árbitro             | Szymon Marciniak   |
| Árbitros asistentes | Paweł Sokolnicki   |
| Árbitros asistentes | Tomasz Listkiewicz |
| Cuarto árbitro      | Ismail Elfath      |
| Quinto árbitro      | Kathryn Nesbitt    |
| VAR                 | Tomasz Kwiatkowski |
| Adicionales VAR     | Juan Soto          |
| Adicionales VAR     | Kyle Atkins        |
| Adicionales VAR     | Fernando Guerrero  |
| Adicionales VAR     | Corey Parker       |
| Adicionales VAR     | Bastian Dankert    |

| 23         | Guardameta     | Emiliano Martínez   |        |
| 3          | Defensa        | Nicolás Tagliafico  | 120+1' |
| 13         | Defensa        | Cristian Romero     |        |
| 19         | Defensa        | Nicolás Otamendi    |        |
| 26         | Defensa        | Nahuel Molina       | 91'    |
| 7          | Centrocampista | Rodrigo de Paul     | 102'   |
| 20         | Centrocampista | Alexis Mac Allister | 116'   |
| 24         | Centrocampista | Enzo Fernández      |        |
| 9          | Delantero      | Julián Álvarez      | 102'   |
| 10         | Delantero      | Lionel Messi        |        |
| 11         | Delantero      | Ángel Di María      | 64'    |
| Entrenador | Entrenador     | Lionel Scaloni      |        |

| 1          | Guardameta     | Hugo Lloris         |        |
| 4          | Defensa        | Raphaël Varane      | 113'   |
| 5          | Defensa        | Jules Koundé        | 120+1' |
| 18         | Defensa        | Dayot Upamecano     |        |
| 22         | Defensa        | Theo Hernández      | 71'    |
| 7          | Centrocampista | Antoine Griezmann   | 71'    |
| 8          | Centrocampista | Aurélien Tchouaméni |        |
| 14         | Centrocampista | Adrien Rabiot       | 96'    |
| 9          | Delantero      | Olivier Giroud      | 41'    |
| 10         | Delantero      | Kylian Mbappé       |        |
| 11         | Delantero      | Ousmane Dembélé     | 41'    |
| Entrenador | Entrenador     | Didier Deschamps    |        |

| 8  | Centrocampista | Marcos Acuña     | 64'    |
| 4  | Defensa        | Gonzalo Montiel  | 91'    |
| 5  | Centrocampista | Leandro Paredes  | 102'   |
| 22 | Delantero      | Lautaro Martínez | 102'   |
| 6  | Defensa        | Germán Pezzella  | 116'   |
| 21 | Delantero      | Paulo Dybala     | 120+1' |

| 12 | Delantero      | Randal Kolo Muani | 41'    |
| 26 | Delantero      | Marcus Thuram     | 41'    |
| 20 | Delantero      | Kingsley Coman    | 71'    |
| 25 | Centrocampista | Eduardo Camavinga | 71'    |
| 13 | Centrocampista | Youssouf Fofana   | 96'    |
| 24 | Defensa        | Ibrahima Konaté   | 113'   |
| 3  | Defensa        | Axel Disasi       | 120+1' |

| Anotado · Penal | 23'  | Lionel Messi   | 1:0 |
| Anotado         | 36'  | Ángel Di María | 2:0 |
| Anotado         | 108' | Lionel Messi   | 3:2 |

| Anotado · Penal | 80'  | Kylian Mbappé | 2:1 |
| Anotado         | 81'  | Kylian Mbappé | 2:2 |
| Anotado · Penal | 118' | Kylian Mbappé | 3:3 |

|                 |                  | 0:1 | Acierto de penal | Kylian Mbappé       |
| Lionel Messi    | Acierto de penal | 1:1 |                  |                     |
|                 |                  | 1:1 | Fallo de penal   | Kingsley Coman      |
| Paulo Dybala    | Acierto de penal | 2:1 |                  |                     |
|                 |                  | 2:1 | Fallo de penal   | Aurélien Tchouaméni |
| Leandro Paredes | Acierto de penal | 3:1 |                  |                     |
|                 |                  | 3:2 | Acierto de penal | Randal Kolo Muani   |
| Gonzalo Montiel | Acierto de penal | 4:2 |                  |                     |

| Amonestado | 45+7' | Enzo Fernández    |
| Amonestado | 90+8' | Marcos Acuña      |
| Amonestado | 114'  | Leandro Paredes   |
| Amonestado | 116'  | Gonzalo Montiel   |
| Amonestado | 125'  | Emiliano Martínez |

| Amonestado | 55'   | Adrien Rabiot  |
| Amonestado | 87'   | Marcus Thuram  |
| Amonestado | 90+5' | Olivier Giroud |

| Árbitro             | Szymon Marciniak   |
| Árbitros asistentes | Paweł Sokolnicki   |
| Árbitros asistentes | Tomasz Listkiewicz |
| Cuarto árbitro      | Ismail Elfath      |
| Quinto árbitro      | Kathryn Nesbitt    |
| VAR                 | Tomasz Kwiatkowski |
| Adicionales VAR     | Juan Soto          |
| Adicionales VAR     | Kyle Atkins        |
| Adicionales VAR     | Fernando Guerrero  |
| Adicionales VAR     | Corey Parker       |
| Adicionales VAR     | Bastian Dankert    |

| Estadísticas      | Bandera de Argentina | Bandera de Francia |
| Tiros             | 21                   | 10                 |
| Tiros a puerta    | 9                    | 5                  |
| Faltas            | 26                   | 19                 |
| Saques de esquina | 6                    | 5                  |
| Penaltis          | 1 (1)                | 2 (2)              |
| Fueras de juego   | 4                    | 4                  |
| Posesión de balón | 54%                  | 46%                |

## Resultado
|                              |
| Bandera de Argentina         |
| Campeón Argentina 3.° título |

## Estadísticas
Se convirtió en la selección con más penales otorgados en una edición (cinco,  cuatro convertidos) y Lionel Messi, en el máximo lanzador de penales por falta en la historia del campeonato (seis).

### Goleadores
| #     | Jugador             | Anotado | PJ | Prom. | Jugada | Cabeza | Tiro libre | Penal |
| ----- | ------------------- | ------- | -- | ----- | ------ | ------ | ---------- | ----- |
| 1     | Lionel Messi        | 7       | 7  | 1     | 3      | 0      | 0          | 4     |
| 2     | Julián Álvarez      | 4       | 7  | 0.57  | 4      | 0      | 0          | 0     |
| 3     | Ángel Di María      | 1       | 5  | 0.2   | 1      | 0      | 0          | 0     |
|       | Alexis Mac Allister | 1       | 6  | 0.17  | 1      | 0      | 0          | 0     |
|       | Enzo Fernández      | 1       | 7  | 0.14  | 1      | 0      | 0          | 0     |
|       | Nahuel Molina       | 1       | 7  | 0.14  | 1      | 0      | 0          | 0     |
| Total | Total               | 15      | 7  | 2.14  | 11     | 0      | 0          | 4     |

### Asistencias
| #     | Jugador             | Asistencia | Jugada | Cabeza | Tiro libre | Saque de esquina |
| ----- | ------------------- | ---------- | ------ | ------ | ---------- | ---------------- |
| 1     | Lionel Messi        | 3          | 3      | 0      | 0          | 0                |
| 2     | Alexis Mac Allister | 1          | 1      | 0      | 0          | 0                |
|       | Ángel Di María      | 1          | 1      | 0      | 0          | 0                |
|       | Enzo Fernández      | 1          | 1      | 0      | 0          | 0                |
|       | Nahuel Molina       | 1          | 1      | 0      | 0          | 0                |
|       | Nicolás Otamendi    | 1          | 1      | 0      | 0          | 0                |
| Total | Total               | 8          | 8      | 0      | 0          | 0                |

### Mejores goles
El gol de Enzo Fernández a México, por la segunda jornada del grupo C, concluyó en el cuarto lugar de la votación de los mejores goles del torneo, organizada por la FIFA.
| #    | Jugador           | Rival          | Minuto | Resultado parcial | Resultado final |
| ---- | ----------------- | -------------- | ------ | ----------------- | --------------- |
| 1.°  | Richarlison       | Serbia         | 73'    | 2:0               | 2:0             |
| 2.°  | Salem Al-Dawsari  | Argentina      | 53'    | 2:1               | 2:1             |
| 3.°  | Cody Gakpo        | Ecuador        | 6'     | 1:0               | 1:1             |
| 4.°  | Enzo Fernández    | México         | 87'    | 2:0               | 2:0             |
| 5.°  | Vincent Aboubakar | Serbia         | 63'    | 2:3               | 3:3             |
| 6.°  | Luis Chávez       | Arabia Saudita | 52'    | 2:0               | 2:1             |
| 7.°  | Kylian Mbappé     | Polonia        | 74'    | 2:0               | 3:1             |
| 8.°  | Richarlison       | Corea del Sur  | 29'    | 3:0               | 4:1             |
| 9.°  | Paik Seung-ho     | Brasil         | 76'    | 1:4               | 1:4             |
| 10.° | Neymar            | Croacia        | 105+1' | 1:0               | 1:1 (2:4 p.)    |

### Tarjetas disciplinarias

#### Fase de grupos, octavos y cuartos de final
| #     | Jugador           | Amonestado | Otorgado · Expulsado | Expulsado | Sanción   |
| ----- | ----------------- | ---------- | -------------------- | --------- | --------- |
| 1     | Gonzalo Montiel   | 2          | 0                    | 0         | 1 partido |
|       | Marcos Acuña      | 2          | 0                    | 0         | 1 partido |
| 2     | Cristian Romero   | 1          | 0                    | 0         |           |
|       | Germán Pezzella   | 1          | 0                    | 0         |           |
|       | Leandro Paredes   | 1          | 0                    | 0         |           |
|       | Lisandro Martínez | 1          | 0                    | 0         |           |
|       | Lionel Messi      | 1          | 0                    | 0         |           |
|       | Lionel Scaloni    | 1          | 0                    | 0         |           |
|       | Nicolás Otamendi  | 1          | 0                    | 0         |           |
|       | Walter Samuel     | 1          | 0                    | 0         |           |
| Total | Total             | 12         | 0                    | 0         |           |

#### Semifinal
| #     | Jugador          | Amonestado | Otorgado · Expulsado | Expulsado | Sanción |
| ----- | ---------------- | ---------- | -------------------- | --------- | ------- |
| 1     | Cristian Romero  | 1          | 0                    | 0         |         |
|       | Nicolás Otamendi | 1          | 0                    | 0         |         |
| Total | Total            | 2          | 0                    | 0         |         |

#### Final
| #     | Jugador           | Amonestado | Otorgado · Expulsado | Expulsado | Sanción |
| ----- | ----------------- | ---------- | -------------------- | --------- | ------- |
| 1     | Emiliano Martínez | 1          | 0                    | 0         |         |
|       | Enzo Fernández    | 1          | 0                    | 0         |         |
|       | Gonzalo Montiel   | 1          | 0                    | 0         |         |
|       | Leandro Paredes   | 1          | 0                    | 0         |         |
|       | Marcos Acuña      | 1          | 0                    | 0         |         |
| Total | Total             | 5          | 0                    | 0         |         |